# Mer démontée à Douvres
Pour plus de détails, voir Fiche technique et Distribution.
 Mer démontée à Douvres  (Rough Sea at Dover) est un film britannique réalisé par Birt Acres et Robert W. Paul, filmé en 1895 avec la caméra Kinetic, sorti en 1896.

## Synopsis
Une mer forte lance de puissantes lames à l’assaut de la digue de Douvres. Le film, prévu pour être visionné individuellement sur les kinétoscopes contrefaits, est enregistré certainement entre 30 et 40 images par seconde, ce qui, par la suite avec les appareils de projection qui tournent à l'époque à 16 ou 18 images par seconde (kinétoscope), donne un effet impressionnant à l'époque, dû au ralenti. 

## Fiche technique
- Titre original : Rough Sea at Dover
- Titre français : Mer démontée à Douvres
- Réalisation : Birt Acres et Robert W. Paul
- Pays d'origine :  Royaume-Uni
- Format : 35 mm, noir et blanc, muet
- Durée : 39 s
- Date de sortie : 1896